# Monster Truck Madness
Monster Truck Madness ist ein Rennspiel, das von Terminal Reality entwickelt und von Microsoft im Dezember 1996 veröffentlicht wurde. Es besitzt einen Simulationsanteil. In Nordamerika erschien mit Monster Truck Madness 2 ein direkter Nachfolger. Zudem wurden die Ableger Motocross Madness und Midtown Madness veröffentlicht.

## Spielprinzip
Zur Auswahl stehen zwölf Monstertrucks, mit denen man gegen Computergegner auf Rundkursen antreten kann. Dabei müssen Kontrollpunkte abgefahren werden, wobei es oftmals auch versteckte Abkürzungen gibt. Zudem gibt es Objekte auf den Strecken, mit denen interagiert werden kann. Im Vorfeld kann der Spieler die Fahrzeuge modifizieren, um diese an unterschiedliche Bodenbeläge anzupassen. Mittels DirectPlay können via Netzwerk im Mehrspielermodus gegeneinander Rennen gefahren werden.

## Rezeption
Die Fahrphysik sei akkurat und der Mehrspielermodus erhöhe nochmals den Spielspaß. Die Anforderungen an die Hardware seien für die gebotene Grafik jedoch zu hoch. Die Empfehlung des Herstellers, mit wenig Gegnern, ohne Sound und Texturen zu spielen, um die Hardwareanforderungen zu reduzieren, sei nicht akzeptabel. Die Kurse böten deutlich mehr Interaktion als andere Rennspiele. Die Trucks seien sehr anfällig für Fahrfehler.